# Peter Cornehl
Karl Peter Cornehl (* 11. November 1936 in Magdeburg; † 15. Mai 2022 in Hamburg) war ein deutscher evangelisch-lutherischer Theologe und Hochschullehrer.

## Leben
Peter Cornehl wuchs in Hamburg auf. Intensiv geprägt durch die Christliche Pfadfinderschaft und liturgische Bewegung (Berneuchener Bewegung), studierte er nach dem Abitur 1956 evangelische Theologie in Tübingen, Heidelberg, Wuppertal und Hamburg. Dort legte er 1962 das erste theologische Examen bei der Hamburgischen ev.-lutherischen Landeskirche und nach dem Vikariat 1968 das zweite theologische Examen und die Ordination ab. Nach der Promotion 1966 in Mainz im Fach Systematische Theologie bei Wolfhart Pannenberg mit einer Dissertation zur neueren Geschichte der Eschatologie wechselte Cornehl zur Praktischen Theologie. Nach dem Wechsel war er seit 1966 wissenschaftlicher Assistent bei Hans-Rudolf Müller-Schwefe, später wissenschaftlicher Rat und Oberrat, 1971 Habilitation, Mitarbeit in der Studienreform (u. a. Hamburger Theologisches Propädeutikum). 
Von 1976 bis 2000 lehrte er als Professor für Praktische Theologie mit Schwerpunkt Homiletik und Liturgik und Universitätsprediger an der Hauptkirche Sankt Katharinen. Er engagierte sich beim Deutschen Evangelischen Kirchentag, u. a. im Ständigen Ausschuss Abendmahl, Gottesdienst, Fest und Feier (AGOFF). Entwurf, Durchführung und Auswertung der Liturgischen Nacht (Düsseldorf 1973), beim Forum Abendmahl (Kirchentage in Nürnberg 1979 und Hamburg 1981), Leitung des Projektausschusses für das Zweite Forum Abendmahl in Hamburg 1981, Forum Taufe (1989, Berliner Taufthesen). Cornehl war Mitglied im Wissenschaftlichen Beirat der Kirchenmitgliedschaftsstudien der EKD (KMU II-IV), zeitweise als Leiter. Langjähriges Mitglied im Herausgeberkreis der Zeitschrift Pastoraltheologie, der Arbeiten zur Pastoraltheologie und Praktische Theologie heute. Er schrieb zahlreiche Aufsätze und Lexikonartikel im Bereich Gottesdienst und Predigt. Nach seiner Emeritierung im Jahr 2000 arbeitete Cornehl in der Pfarrerfortbildung der Nordelbischen Kirche, insbesondere bei der Entwicklung und Durchführung einer homiletisch-liturgischen Langzeitfortbildung, weiter. Die Theologische Fakultät der Universität Leipzig verlieh ihm 2009 das Ehrendoktorat. Im Wintersemester 2008/2009 war er Fellow am Theologischen Forschungskolleg in Erfurt.
Cornehl war verheiratet, Vater von zwei Kindern und Großvater von fünf Enkeln. Er verstarb im Mai 2022 im Alter von 85 Jahren. Seine Grabstätte befindet sich auf dem Friedhof Ohlsdorf (Planquadrat AB 5). 

## Schriften (Auswahl)
Monographien
- Die Zukunft der Versöhnung. Eschatologie und Emanzipation in der Aufklärung, bei Hegel und in der Hegelschen Schule. Vandenhoeck und Ruprecht, Göttingen 1971, ISBN 3-525-56101-6, (zugleich Dissertation, Mainz 1966; Digitalisat der Bayerischen Staatsbibliothek München)
- mit Fulbert Steffensky: Franziskus in Assisi, Seveso und anderswo. Universitätsgottesdienste im Sommersemester 1982 (= Hamburger Universitätsgottesdienste. Hauptkirche Sankt Katharinen. Band 1). Pressestelle der Universität, Hamburg 1982, OCLC 11289030.
- „Die Welt ist voll von Liturgie“. Studien zu einer integrativen Gottesdienstpraxis (= Praktische Theologie heute. Band 71). Kohlhammer, Stuttgart 2005, ISBN 3-17-018794-5.
- Der Evangelische Gottesdienst. Band 1. Theologischer Rahmen und biblische Grundlagen. Kohlhammer, Stuttgart 2006, ISBN 3-17-019697-9.
- Vision und Gedächtnis. Herausforderungen für den Gottesdienst  (= Praktische Theologie heute. Band 71). Kohlhammer, Stuttgart 2016, ISBN 3-17-032197-8.

Herausgeberschaften
- mit Hans-Eckehard Bahr: Gottesdienst und Öffentlichkeit. Zur Theorie und Didaktik neuer Kommunikation. Hans-Rudolf Müller-Schwefe zum 60. Geburtstag (= Konkretionen. Band 8). Furche-Verlag, Hamburg 1970, ISBN 3-773-00007-3.
- Gebete unserer Zeit. Für Gottesdienst und Andacht. Gütersloher Verlagshaus Mohn, Gütersloh 1973, ISBN 3-579-04566-0.
  - Gebete unserer Zeit. Für Gottesdienst und Andacht. 2. Auflage, Gütersloher Verlagshaus Mohn, Gütersloh 1974, ISBN 3-579-04566-0.
- Frömmigkeit, Bibel, christliches Leben. Hans-Rudolf Müller-Schwefe zum 65. Geburtstag (= Wissenschaft und Praxis in Kirche und Gesellschaft. Jahrgang 64, Heft 9). Vandenhoeck und Ruprecht, Göttingen 1975, ISBN 3-525-81179-9.
- Bilder des Lebens. Biblische Szenen, Symbole und Gestalten. Prof. Dr. Hans-Rudolf Müller-Schwefe zum 70. Geburtstag (= Hamburger Universitätsgottesdienste. Hauptkirche Sankt Katharinen. Band 2). Pressestelle der Universität, Hamburg 1985, OCLC 74765901.
- mit Martin Dutzmann und Andreas Strauch: „... in der Schar derer, die da feiern“. Feste als Gegenstand praktisch-theologischer Reflexion. Friedrich Wintzer zum 60. Geburtstag. Vandenhoeck und Ruprecht, Göttingen 1993, ISBN 3-525-60387-8.